# Sandstrand (Nordland)
Pour les articles homonymes, voir Sandstrand.
Sandstrand est une localité du comté de Nordland, en Norvège.

## Géographie
Administrativement, Sandstrand fait partie de la kommune de Sortland.